# Michel Robert (homme politique)
Pour les articles homonymes, voir Michel Robert et Robert.
Michel Robert (13 avril 1738, Voncq - 20 septembre 1796, Voncq), est un homme politique français.

## Biographie
Fils de Pierre Robert, notaire et procureur fiscal de la seigneurie de Voncq, il était avocat et contrôleur des actes en 1770. Il embrassa avec ardeur les idées de la Révolution, et fut élu, le 5 septembre 1792, député des Ardennes à la Convention. 
Le lundi 24 septembre 1792, le village de Voncq ayant été incendié par un parti d'émigrés, Paul Robert, maire de Voncq et frère du conventionnel, vint exposer à la barre de la Convention la désolation des habitants. La Convention accorda, en plusieurs fois, 772,623 livres de secours, sur lesquels Michel Robert, dont la maison avait été brûlée, toucha, pour sa part, 32,132 livres. 
Dans le procès du roi, Robert répondit au 5e appel nominal : « Je vote pour la mort, sans sursis ni restriction. » Son rôle à l'assemblée fut assez effacé; il mourut peu après la clôture de la session conventionnelle.
Il est l'oncle de Marie-François-Xavier-Joseph-Hubert Robert.

## Sources
- « Michel Robert (homme politique) », dans Adolphe Robert et Gaston Cougny, Dictionnaire des parlementaires français, Edgar Bourloton, 1889-1891 [détail de l’édition]